# Lola Anderson
Lola Anderson, född den 16 april 1998 i Kingston, är en brittisk roddare.

## Karriär
Vid OS 2024 i Paris tog Anderson guld tillsammans med de brittiska damerna i scullerfyra. Vid EM 2025 i Plovdiv tog hon sitt tredje EM-guld i scullerfyra tillsammans med Sarah McKay, Cameron Nyland och Rebecca Wilde.